# برج جی‌پی مورگان چیس (دالاس)
برج جی‌پی مورگان چیس (به انگلیسی: JPMorgan Chase Tower) نام یک برج مرتفع در دالاس در تگزاس است.
این برج در ۱۹۸۷ ساخته گردید، و ۲۲۵ متر ارتفاع دارد، که در سال ۲۰۰۹ دوازدهمین برج بلند تگزاس بود.
معمار این برج پست‌مدرنیستی، شرکت اسکیدمور، اوینگز و مریل است.
این ساختمان، محل شعبهٔ شرکت مالی جی‌پی مورگان چیس در دالاس است.